# Gioan Baotixita Nguyễn Văn Riễn
Gioan Baotixita Nguyễn Văn Riễn sinh 1955, là một linh mục của Giáo hội Công giáo Rôma. Ông là Đại biểu Quốc hội Việt Nam khóa XIV-XV và là người Công giáo duy nhất trúng cử vào Quốc hội khóa XIV. Ông hiện là linh mục chánh xứ Giáo xứ Thánh Giuse, Giáo phận Phú Cường. Ông cũng là Ủy viên Ủy ban Đoàn kết Công giáo Việt Nam và là Chủ tịch Ủy ban Đoàn kết công giáo Việt Nam tỉnh Bình Dương, Ủy viên của Ủy ban Mặt trận Tổ quốc Việt Nam tỉnh Bình Dương. Trước đó, tại kỳ bầu cử Quốc hội khóa XIII và Hội đồng nhân dân tỉnh, thành phố nhiệm kỳ 2011-2016, linh mục Riễn cũng từng trúng cử vào đại biểu Hội đồng nhân dân tỉnh Bình Dương.

## Cuộc đời
Gioan Baotixita Nguyễn Văn Riễn tên thật là Nguyễn Văn Riễn (Gioan Baotixita là tên thánh của ông) sinh ngày 20 tháng 12 năm 1955 tại xã An Tràng, huyện Quỳnh Phụ, tỉnh Thái Bình, thuộc giáo xứ Tràng Lũ, giáo hạt Thái Thụy, giáo phận Thái Bình.. Ông có bằng cử nhân về Thần học..

## Thi hành mục vụ
Gioan Baotixita Nguyễn Văn Riễn được thụ phong linh mục vào năm 1987 và được bổ nhiệm về làm phó xứ tại giáo xứ Kỉnh Nhượng để thi hành mục vụ cho đến năm 1994, sau khi linh mục chánh xứ Đaminh Đinh Khắc Túc nơi đây qua đời thì linh mục Nguyễn Văn Riễn trở thành chánh xứ. Ông đã thi hành mục vụ tại Kỉnh Nhượng (toạ lạc tại đường huyện 507 thuộc ấp Trảng Sắn, xã Vĩnh Hoà, huyện Phú Giáo) trong khoảng thời gian dài 26 năm. Trước đó, linh mục Gioan Baotixita đã có 6 năm làm thầy và phó tế mục vụ cũng tại giáo xứ Kỉnh Nhượng.
Năm 2013, ông được giao phụ trách giáo điểm trên đường Huỳnh Văn Lũy thuộc thành phố Thủ Dầu Một, Bình Dương.

## Công việc xã hội
Nơi linh mục Riễn phụ trách là nhà thờ Kỉnh Nhượng thuộc huyện Phú Giáo, một huyện nghèo của Bình Dương. Đây là huyện vùng sâu vùng xa, nên đời sống người dân đầy khó khăn như đường sá nhỏ hẹp, điện thắp sáng không đều, trường học ít. Nhìn thấy cảnh ấy, linh mục Riễn đã cố gắng giúp người dân cải thiện cuộc sống bằng nhiều cách thiết thực. Linh mục Gioan Baotixita đã vận động các nhà hảo tâm trong và ngoài nước giúp kinh phí mở đường từ ngã ba Cống Triết đến ấp 5 của xã Vĩnh Hòa. Con đường mới làm đã không chỉ giúp các em học sinh đến trường nhanh hơn, mà còn giúp người dân đi lại làm ăn thuận tiện hơn.
Linh mục Nguyễn Văn Riễn đã hiến tặng 4.500m2 đất thuộc quyền sử dụng của cá nhân nhằm xây dựng một xóm tình thương cho hơn 22 hộ gia đình. Trong đó có 14 nhà tình thương được hỗ trợ kinh phí xây dựng hoàn toàn. Linh mục Riễn còn vận động và đóng góp làm 600m đường và kéo đường dây điện hạ thế chạy dài theo trục đường vào xóm, giúp người dân có cuộc sống ổn định và đi lại thuận tiện hơn.
Mỗi năm, linh mục tìm các nguồn tài trợ cùng tiền tiết kiệm chi phí của giáo xứ để dành tiền cấp học bổng cho trên 20 em học sinh nghèo hiếu học (500.000 đồng/em/tháng), giúp bớt gánh nặng cho gia đình và xã hội. Những việc làm nghĩa tình của ông luôn được đông đảo người dân tín nhiệm và yêu mến.

## Đại biểu Quốc hội
Linh mục Gioan Baotixita Nguyễn Văn Riễn được Ủy ban Trung ương Mặt trận Tổ quốc Việt Nam giới thiệu ứng cử Đại biểu Quốc hội khóa XIV, nhiệm kỳ 2016 – 2021.
Ngày 2 tháng 4 năm 2016, Ban Thường trực Ủy ban Mặt trận Tổ quốc xã Vĩnh Hoà (huyện Phú Giáo, tỉnh Bình Dương) đã chủ trì, phối hợp với UBND xã Vĩnh Hoà tổ chức hội nghị lấy ý kiến và tín nhiệm của cử tri nơi cư trú đối với Linh mục Riễn. Tại hội nghị có 11 ý kiến cử tri phát biểu, tất cả đều bày tỏ sự tín nhiệm cao đối với Linh mục Riễn với hơn 22 năm làm mục vụ, sinh sống, gắn bó với đồng bào theo đạo Công giáo cũng như đồng bào có đạo khác và không có đạo tại địa phương.
Sau cuộc bầu cử được tổ chức vào ngày 22 tháng 5 năm 2016, Linh mục Nguyễn Văn Riễn đã trúng cử và là một trong 496 đại biểu của Quốc hội Việt Nam khóa XIV (nhiệm kỳ 2016-2021)

## Câu nói
- | “ | Cứ cho đi những gì mình có. Thà mình cho lầm 10 người còn hơn là vì dè chừng mà bỏ sót một người đang lâm vào cảnh cùng cực. Thế thì tội biết chừng nào. Với lại những người mánh mung để nhờ mình giúp đỡ, biết đâu họ ngặt nghèo thật nhưng không thể xin ai nên mới phải liều mà lừa lọc như vậy"[5] | ” |

## Vinh danh
- Huy chương "Vì sự nghiệp giáo dục".
- Các kỷ niệm chương "Vì sự nghiệp khuyến học", "Vì hạnh phúc người mù", "Vì sự nghiệp chữ thập đỏ", "Đồng hành cùng dân tộc".
- 2 bằng khen của Ủy ban Trung ương MTTQ Việt Nam.[6]